# Castel San Lorenzo
Castel San Lorenzo är en ort och kommun i provinsen Salerno i regionen Kampanien i Italien. Kommunen hade 2 392 invånare (2017).